# 广陈镇
广陈镇是中华人民共和国浙江省嘉兴市平湖市下辖的一个镇。

## 行政区划
广陈镇下辖以下村级行政区划单位：
广陈镇社区、曹港村、民主村、前港村、三红村、高新村、港中村、龙兴村、三兴村、泗泾村、山塘村和龙萌村。